# Melleroy
Melleroy ist eine französische Gemeinde mit 507 Einwohnern (Stand: 1. Januar 2022) im Département Loiret in der Region Centre-Val de Loire. Sie gehört zum Arrondissement Montargis und zum Kanton Courtenay. Die Bewohner nennen sich Melleroysiens.

## Geographie
Die Gemeinde Melleroy liegt in der Landschaft Gâtinais orléanais an der Grenze zum Département Yonne, etwa 20 Kilometer südöstlich von Montargis. Umgeben wird Melleroy von den Nachbargemeinden Château-Renard im Nordwesten und Norden, Triguères im Nordosten, Charny Orée de Puisaye im Osten, Saint-Maurice-sur-Aveyron im Süden sowie La Chapelle-sur-Aveyron im Südwesten und Westen.

## Bevölkerungsentwicklung
| Jahr                       | 1962 | 1968 | 1975 | 1982 | 1990 | 1999 | 2006 | 2013 | 2022 |
| -------------------------- | ---- | ---- | ---- | ---- | ---- | ---- | ---- | ---- | ---- |
| Einwohner                  | 589  | 536  | 448  | 458  | 464  | 502  | 516  | 509  | 507  |
| Quellen: Cassini und INSEE |      |      |      |      |      |      |      |      |      |

## Sehenswürdigkeiten
- Kirche Notre-Dame aus dem 13. Jahrhundert

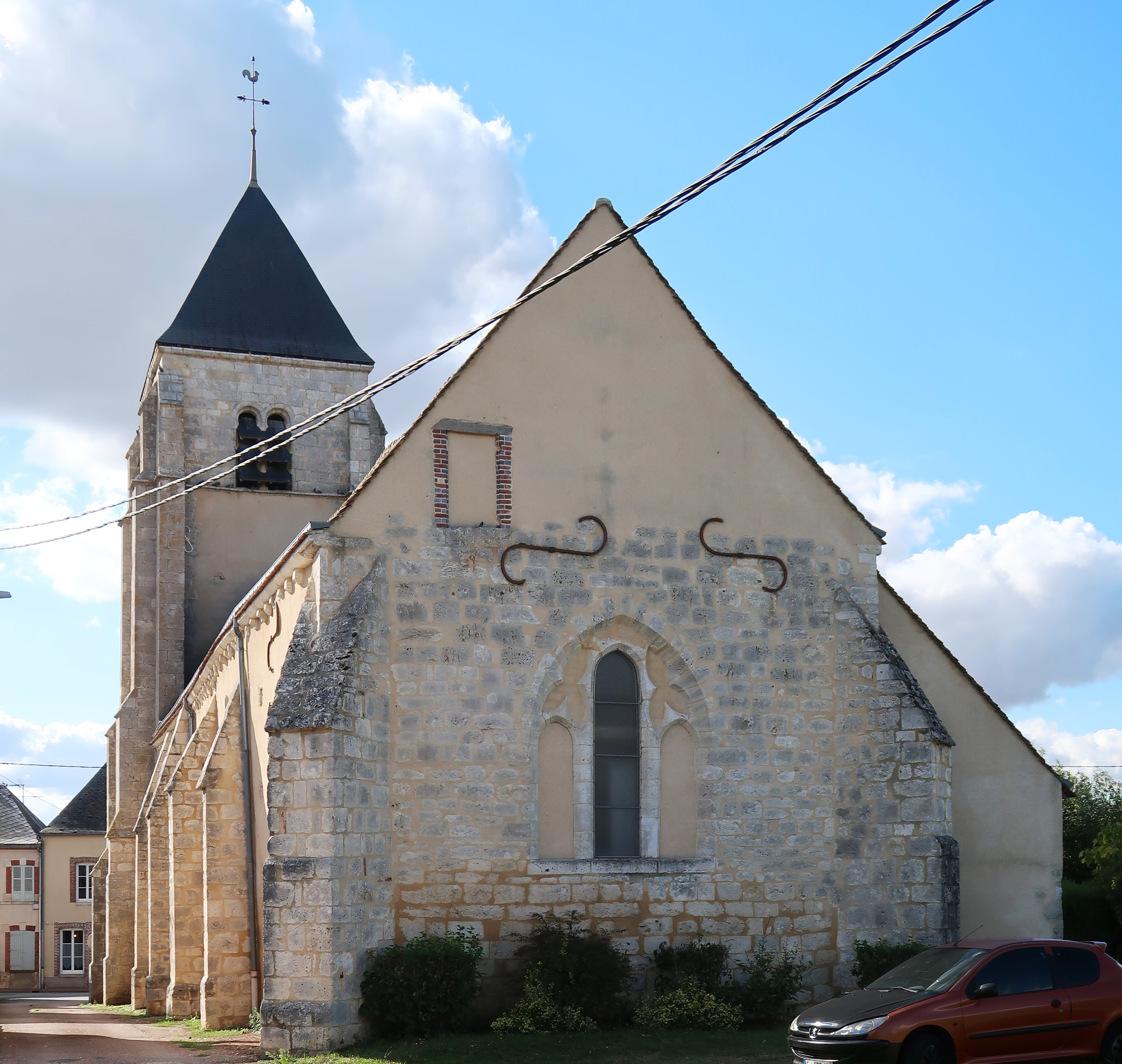
Kirche Notre-Dame

- Kapelle Saint-François-d'Assise
- Schloss La Chaponnière
- Wasserturm